# Лавров, Николай Сергеевич
Николай Сергеевич Лавров (28 октября 1925, Новое, Ярославская губерния — 4 июля 1996, Углич, Ярославская область) — наводчик артиллерийского орудия 18-й гвардейской механизированной бригады, гвардии младший сержант — на момент представления к награждению орденом Славы I степени.

## Биография
Родился 28 октября 1925 года в деревне Новое (ныне — в Угличском районе Ярославской области). Окончил 7 классов. Работал в колхозе.
В январе 1943 года был призван в Красную Армию. С декабря того же года на фронте.
12 марта 1944 года в бою у села Раздоля стрелок 222-го гвардейского стрелкового полка гвардии красноармеец Лавров заменил у станкового пулемёта раненого наводчика и подавил 2 огневые точки противника, расчистив путь пехоте. Приказом от 20 апреля 1944 года гвардии красноармеец Лавров Николай Сергеевич награждён орденом Славы 3-й степени.
В дальнейшем воевал в артиллерии, наводчиком орудия 18-й гвардейской механизированной бригады. Отличился в боях на территории Чехословакии и Австрии.
В ночь на 14 января 1945 года при выходе из окружения в районе населённого пункта Нова-Вьеси гвардии красноармеец Лавров метким огнём подбил вражеской БТР и поразил до 10 противников. Был представлен к награждению орденом Славы. В боях 12-14 апреля 1945 года вблизи столицы Австрии города Вены гвардии младший сержант Лавров прямой наводкой уничтожил 2 вражеских танка и несколько солдат. Приказами от 16 апреля и 7 мая 1945 года Лавров Николай Сергеевич награждён орденом Славы 3-й степени дважды.
В 1950 году старшина Н. С. Лавров демобилизован. Вернулся на родину. Работал плотником в колхозе «Родина», на сырзаводе в Угличе, в медсанчасти часового завода.
Указом Президиума Верховного Совета СССР от 22 января 1982 года в порядке перенаграждения Лавров Николай Сергеевич награждён орденами Славы 2-й степени и 1-й степени. Стал полным кавалером ордена Славы. Все три ордена Славы получил одновременно в 1982 году.
Жил в городе Угличе. Скончался 4 июля 1996 года; похоронен на Аллее Славы нового Угличского кладбища в д. Чурьяково.

## Награды
- орден Отечественной войны 1-й степени
- орден Славы 3-х степеней
- медали, в том числе:
  - «За отвагу».

## Память
- Имя Н. С. Лаврова увековечено на аллее Славы у памятника-часовни «Защитникам Отечества во все времена».
- На доме № 16б по ул. Свободы в Угличе установлена мемориальная доска[1].

## Комментарии
1. ↑  По другим данным, родился в селе Прилуки[1], расположенном в 3 км западнее деревни Новое.